# 奧卡-頓低地
奧卡-頓低地是俄羅斯的低地，位於中俄羅斯高地和伏爾加高地之間，屬於東歐平原的一部分，海拔高度150至180米，每年平均降雨量450至500毫米。